# 生田久貴
生田 久貴（いくた ひさたか、1962年11月30日 - ）は、日本の元ラグビー選手、実業家。現在はミクニ代表取締役社長。

## プロフィール
- 東京都出身。
- 現役時代の主なポジションはスクラムハーフ(SH)。
- 日本代表キャップは4。

## 来歴
慶應義塾幼稚舎、慶應義塾普通部、慶應義塾高等学校を経て、慶應義塾大学（以下、慶大）商学部を卒業。
幼稚舎時代から続けてきたラグビーを慶大でも続け、4年時となる1985年度シーズンにおいて、関東大学ラグビー対抗戦グループでは4位に終わったものの、全国大学ラグビーフットボール選手権大会（以下、大学選手権）の出場権をかけた関東大学ラグビーリーグ戦グループとの交流試合において、同グループ優勝の日本大学に勝利して出場権を得ると、大学選手権では決勝で対戦した明治大学と12 - 12で引き分け両校優勝、翌日行われた抽選の結果、日本ラグビーフットボール選手権大会（日本選手権）の大学代表チームとして出場権を得るに至った。そして1986年1月15日に行われた第23回日本選手権では、トヨタ自動車（現在のトヨタ自動車ヴェルブリッツ）を18 - 13で下し、慶大としては同大会初優勝、また大学チームの日本選手権優勝は1975年度の明治大学以来、10年ぶりの出来事とあいまった。
上記のミラクル的なラグビー日本一の立役者の一人が生田であるとスポーツマスコミが大々的に取り上げた影響も手伝い、慶大卒業後は社会人ラグビーとは無縁といってもいい三菱商事に就職しながらも、その後日本代表選手に選出されることになった。1987年の第1回ラグビーワールドカップ（以下、W杯）の代表選手にも選出され、同大会のアメリカ、オーストラリア戦に出場した。しかし、上記のW杯出場等を契機にラグビーの第一線級選手としては退き、その後は全早慶明戦に出場する程度にとどまった。
その後、実父の生田允紀が社長を務めていたミクニに転じ、2008年に允紀の後を受けて同社代表取締役社長に就任した。

## 家族・親族
父方の祖父・生田允計はミクニの創業者で、母・敬子は日本鋼管常務から日本航空会長へ転出した伍堂輝雄の長女。母方の曽祖父は元判事の永野法城と林内閣で商工大臣を務めた伍堂卓雄（輝雄は伍堂家に養子入りしている）。元運輸大臣の永野護と元日本商工会議所会頭の永野重雄と元五洋建設会長の永野俊雄と参議院議員の永野鎮雄と元石川島播磨重工業副社長の永野治は母方の大伯父（大叔父）にあたり、偕成社社長の今村正樹（同社元会長・今村廣の娘婿）は母方の再従兄弟にあたる。元広島県知事の永野厳雄と元三菱マテリアル会長の永野健は母・敬子の従兄弟にあたる。